# Mera (Vrancea)
Mera é uma comuna romena localizada no distrito de Vrancea, na região de Moldávia. A comuna possui uma área de 95.08 km² e sua população era de 4041 habitantes segundo o censo de 2007.